# Engkost
Climacium (Engkost) er en slægt af mosser med fire arter, hvoraf en enkelt findes i Danmark. Climacium betyder 'med trappe' (af græsk klimax trappe) og hentyder til endostomets trappeagtige udseende (endostomet er den inderste tandkrans i sporehusets peristom).
| Danske arter |

- Stor Engkost Climacium dendroides